# 김현우 (1989년)
김현우(한국 한자: 金玄雨, 1989년 4월 17일 ~ )는 대한민국의 축구 선수로 포지션은 공격수이다.

## 클럽 경력
2012년 성남 일화 천마에 입단하면서 프로 무대에 데뷔했다. 2012년 4월 4일 대전 시티즌 과의 경기에서 리그 데뷔전을 치렀으며, 2016년 7월 1일에는 성남을 떠나 캄보디아 리그 챔피언인 프놈펜 크라운과 6년 계약을 맺었다.
현우는 2017년 6월 말레이시아 프리미어리그 소속 구단인 PKNP FC 와 5개월 계약을 맺었다.
2017년 12월에는 말레이시아 슈퍼리그 구단 테 렝가누 FC I 와 1년 계약을 맺었다. 하지만 2018년 1월 훈련 도중 부상을 당했고, 최소 6개월 동안 경기에 나오지 못하게 되었다.